# Paulette Bourgeois
Paulette Bourgeois (ur. 20 lipca 1951 w Winnipeg) – kanadyjska pisarka dla dzieci, twórczyni postaci żółwia Franklina.

## Wybrane prace
- On Your Mark, Get Set...: All About the Olympics Then and Now (1987)
- The Amazing Apple Book (1987)
- The Amazing Paper Books (1989)
- Starting with Space: The Sun (1995)
- Starting with Space: The Moon (1995)
- Oma’s Quilt (2001)